# David Weinberger
David Weinberger (New York, 1950) è un filosofo e saggista statunitense.

## Biografia
È un tecnologo della comunicazione, speaker di professione e commentatore, forse meglio conosciuto come coautore del Cluetrain manifesto (inizialmente un sito web, e solo dopo un libro, descritto come "un manuale per l'Internet marketing"). Il lavoro di Weinberger è focalizzato su come Internet sta cambiando le relazioni umane, la comunicazione e la società.
Filosofo per formazione, ha conseguito un Ph.D. all'Università di Toronto e ha insegnato in college fra il 1980 e il 1986. È stato autore della striscia comica Inside Woody Allen dal 1976 fino al 1983.
È stato consulente marketing e consigliere di amministrazione in diverse aziende high-tech. Attualmente è fellow del Berkman Center for Internet and Society alla Harvard Law School e co-direttore dell'Harvard Library Innovation Lab. Ha ottenuto il titolo di Senior Internet Advisor durante la nomination di Howard Dean al Partito Democratico, ed è stato consigliere tecnologico per la campagna presidenziale 2008 di John Edwards.

## Opere
- David Weinberger, The Cluetrain Manifesto: The End of Business as Usual, (with Christopher Locke, Rick Levine, e Doc Searls), Cambridge, Mass., Perseus Books, 2000, ISBN 0-7382-0244-4.
- Small Pieces Loosely Joined: A Unified Theory of the Web, 2002 (Arcipelago web)
  - Edizione originale:
    -  David Weinberger, Small Pieces Loosely Joined: A Unified Theory of the Web, New York, Basic Books, 2002, ISBN 978-0-7382-0850-3.

  - Edizione italiana:
    -  David Weinberger, Arcipelago web, Milano, Sperling & Kupfer, 2002, ISBN 88-200-3380-1.
- Everything is miscellaneous: the power of the new digital disorder, 2007 (Elogio del disordine: le regole del nuovo mondo digitale)
  - Edizione originale:
    -  David Weinberger, Everything is miscellaneous: the power of the new digital disorder, New York, Times Books, 2007, ISBN 978-0-8050-8043-8.

  - Edizione italiana:
    -  David Weinberger, Elogio del disordine: le regole del nuovo mondo digitale, Milano, BUR Rizzoli, 2010, ISBN 978-88-17-03911-6.
- Too Big to Know: Rethinking Knowledge Now That the Facts Aren't the Facts, Experts Are Everywhere, and the Smartest Person in the Room is the room, 2011 (La stanza intelligente: La conoscenza come proprietà della rete)
  - Edizione originale:
    -  David Weinberger, Too Big to Know: Rethinking Knowledge Now That the Facts Aren't the Facts, Experts Are Everywhere, and the Smartest Person in the Room, New York, Basic Books, 2011, ISBN 978-0-465-02142-0.

  - Edizione italiana:
    -  David Weinberger, La stanza intelligente: La conoscenza come proprietà della rete, Torino, Codice Edizioni, 2012, ISBN 9788875783167.
    -  David Weinberger, La stanza intelligente: La conoscenza come proprietà della rete, Torino, Codice Edizioni, 2020, ISBN 9788875788964.
- Everyday Chaos: Technology, Complexity, and How We're Thriving in a New World of Possibility, 2019 (Caos quotidiano. Un nuovo mondo di possibilità)
  - Edizione originale:
    -  David Weinberger, Everyday Chaos: Technology, Complexity, and How We're Thriving in a New World of Possibility, Boston, Harvard Business Review Press, 2019, ISBN 9781633693951.

  - Edizione italiana:
    -  David Weinberger, Caos quotidiano: Un nuovo mondo di possibilità, Torino, Codice Edizioni, 2020, ISBN 9788875788834.

## Altri lavori
- World of Ends, What the Internet Is and How to Stop Mistaking It for Something Else (with Doc Searls), See NEA (internet)